# Harley Quinn (Universo extendido de DC)
La Dra. Harleen Frances Quinzel, más tarde conocida como Harley Quinn, es un personaje ficticio interpretado por Margot Robbie en el Universo Extendido de DC, basado en el personaje del mismo nombre de DC Comics. Primero se la representa como la psiquiatra del Joker en prisión, luego su amante y compañera en el crimen, mencionada como cómplice y directamente responsable del asesinato del compañero de Batman, Robin. Quinn es capturada y posteriormente reclutada a la fuerza por Amanda Waller para unirse al Escuadrón Suicida dos veces. Antes de unirse por segunda vez al escuadrón, el Joker termina con Harley. Tras este rompimiento ella se une brevemente con Cassandra Cain, Dinah Lance, Renée Montoya y Helena Bertinelli, creando el equipo Birds of Prey. 
Quinn apareció por primera vez en la película Suicide Squad de 2016, interpretando un papel importante, posteriormente protagonizó Birds of Prey de 2020, y The Suicide Squad de 2021. La interpretación de Robbie de Harley Quinn ha recibido elogios de la crítica generalizada.

## Desarrollo y representación

### Orígenes, casting y ejecución
Harley Quinn fue una adición tardía a la alineación de supervillanos de DC Comics, haciendo su debut en la década de 1990 como un interés amoroso del Joker en Batman: la serie animada. No obstante, se ha convertido en uno de los personajes más populares de DC, especialmente porque se ha convertido en un complemento adicional del personaje de Joker además de Batman, y más tarde se convirtió en un personaje de pleno derecho en los cómics. Aunque se originó como una supervillana, Harley, al igual que Catwoman, se ha desarrollado gradualmente como una antiheroína en historias cómicas posteriores. Ha aparecido en numerosas adaptaciones de historias de DC Comics, siendo interpretada por Arleen Sorkin en el Universo animado de DC y otras actrices como Tara Strong y Kaley Cuoco en la serie animada para adultos basada en el personaje.
La actriz australiana, Margot Robbie fue elegida para interpretar a Harley Quinn en el Universo extendido de DC, comenzando con Suicide Squad, y se le ofreció el papel por primera vez en octubre de 2014. Robbie dijo que le tomó tres horas preparar su cabello, maquillaje y disfraz para el papel y "al menos 45 minutos" para quitárselo. Además, el actor de Joker, Jared Leto sorprendió a Robbie dándole una rata negra viva durante la filmación. A pesar de su sorpresa inicial, Robbie mantuvo a la rata como mascota, según la actriz de Amanda Waller, Viola Davis.
Quinn también se ha destacado por su uso de un bate de béisbol como arma a lo largo de las películas, y algunos medios incluso se refieren a él como una marca registrada del personaje. Durante la filmación de Suicide Squad, Robbie se golpeó accidentalmente en la cara con un bate de béisbol de utilería, y la actriz también se quedó con uno de los murciélagos después de que terminó la filmación. Quinn también pelea con un mazo en Suicide Squad.
Tras el éxito financiero de la película, Warner Bros. anunció un spin-off de la película centrado en las mujeres que finalmente se convertiría en Birds of Prey, con Robbie retomando su papel para esa película y sirviendo como productora. Robbie había presentado la película a Warner Bros. en 2015 como "una película de pandillas de chicas con clasificación R que incluía a Harley, porque yo estaba como, 'Harley necesita amigos'. A Harley le encanta interactuar con la gente, así que nunca la hagas hacer una película independiente". Robbie sintió que era importante que la película tuviera una directora. Mientras Warner Bros. y DC Films tenían varias otras películas orientadas a Harley Quinn en desarrollo, Birds of Prey fue la única en cuyo desarrollo Robbie estuvo directamente involucrado.

### Temas y caracterización

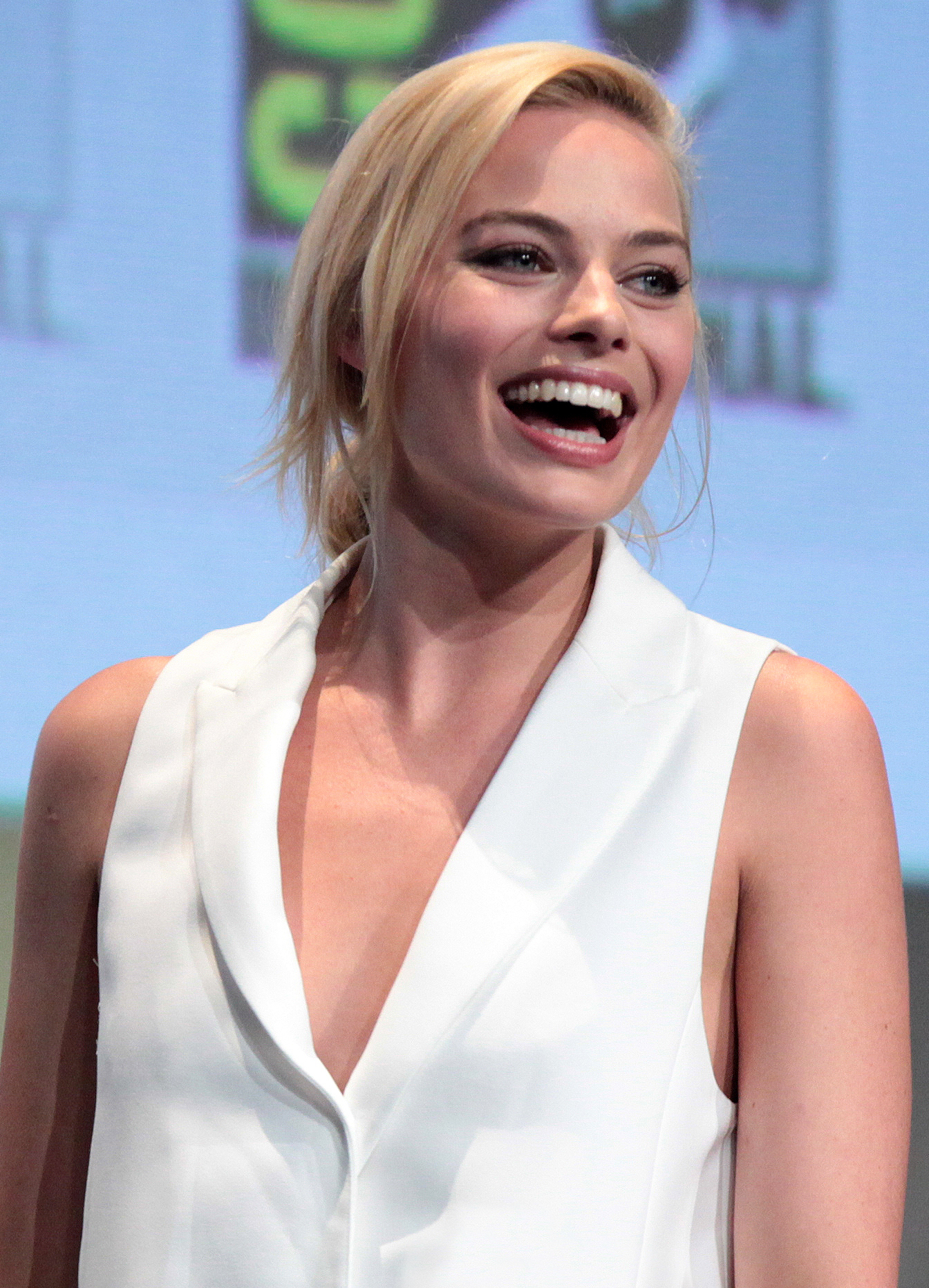
Margot Robbie en 2015.

En un análisis del personaje de The Perspective, Harley Quinn es vista como una villana despiadada que no merece simpatía y como un personaje trágico. Si bien algunas de sus acciones, como asesinar a Dick Grayson con el Joker y los abogados que pusieron a su novio en prisión, torturar a Batman y robar una tienda "solo por diversión" en Suicide Squad, son imperdonables, Harley también es manipulada constantemente por Joker, con muchos de sus crímenes sirviendo simplemente para hacer que Joker la "ame", un sello distintivo de las relaciones abusivas y unilaterales. Además, podría decirse que Harley está objetivada en la película, y muchos de sus atuendos son extremadamente reveladores. Mientras era entrevistada sobre su papel en Suicide Squad, Robbie describió a Quinn como una de las miembros más manipuladoras del escuadrón, y su relación con el Joker como "increíblemente disfuncional", y agregó que Quinn está "loca por él, como, literalmente, loca". loca. Pero ella lo ama. Y es una relación realmente enfermiza y disfuncional. Pero adictiva".
La interpretación de Harley en Birds of Prey fue diseñada para desarrollar aún más su personaje independientemente de la influencia del Joker, como lo menciona la guionista Christina Hodson. Hodson llamó a Harley el personaje que más le gustaba desarrollar debido a su personalidad impredecible. La película también revela que Harley fue abandonada por su padre alcohólico, ha tenido tendencias malévolas incluso antes de su encuentro con Joker, y que le han "roto el corazón tanto hombres como mujeres" en la introducción de la película, lo que implica en gran medida su bisexualidad. En todas sus apariciones en películas, se muestra que Harley es una combatiente hábil e impermeable al miedo, que también posee una durabilidad y agilidad excepcionales.

## Papel en las películas

### Suicide Squad
La Dra. Harleen Quinzel se presenta por primera vez a través de flashbacks en la película. Una ex psiquiatra de la prisión, Quinzel había trabajado con el Joker (Jared Leto) durante su encarcelamiento anterior. Aunque ella intenta fisgonear en su mente para entender cómo piensa, Joker seduce gradualmente a Quinzel y consigue que se enamore locamente de él. Más tarde la persuade para que lo deje en libertad, sometiéndola a terapia de choque en represalia por haberla usado con él, y haciéndola saltar en ácido en Ace Chemicals para demostrar su amor por él, tal como él había desarrollado su personalidad y apariencia psicótica a través de su propio accidente al caer en ácido. El incidente lleva a Quinzel, a quien Joker apoda "Harley Quinn", tan loco como el Joker y le da una desfiguración similar a la de él. El dúo aterroriza a Gotham City como socios en el crimen y se convierte, como describe Amanda Waller (Viola Davis), en el "Rey y Reina Criminal" de la ciudad.

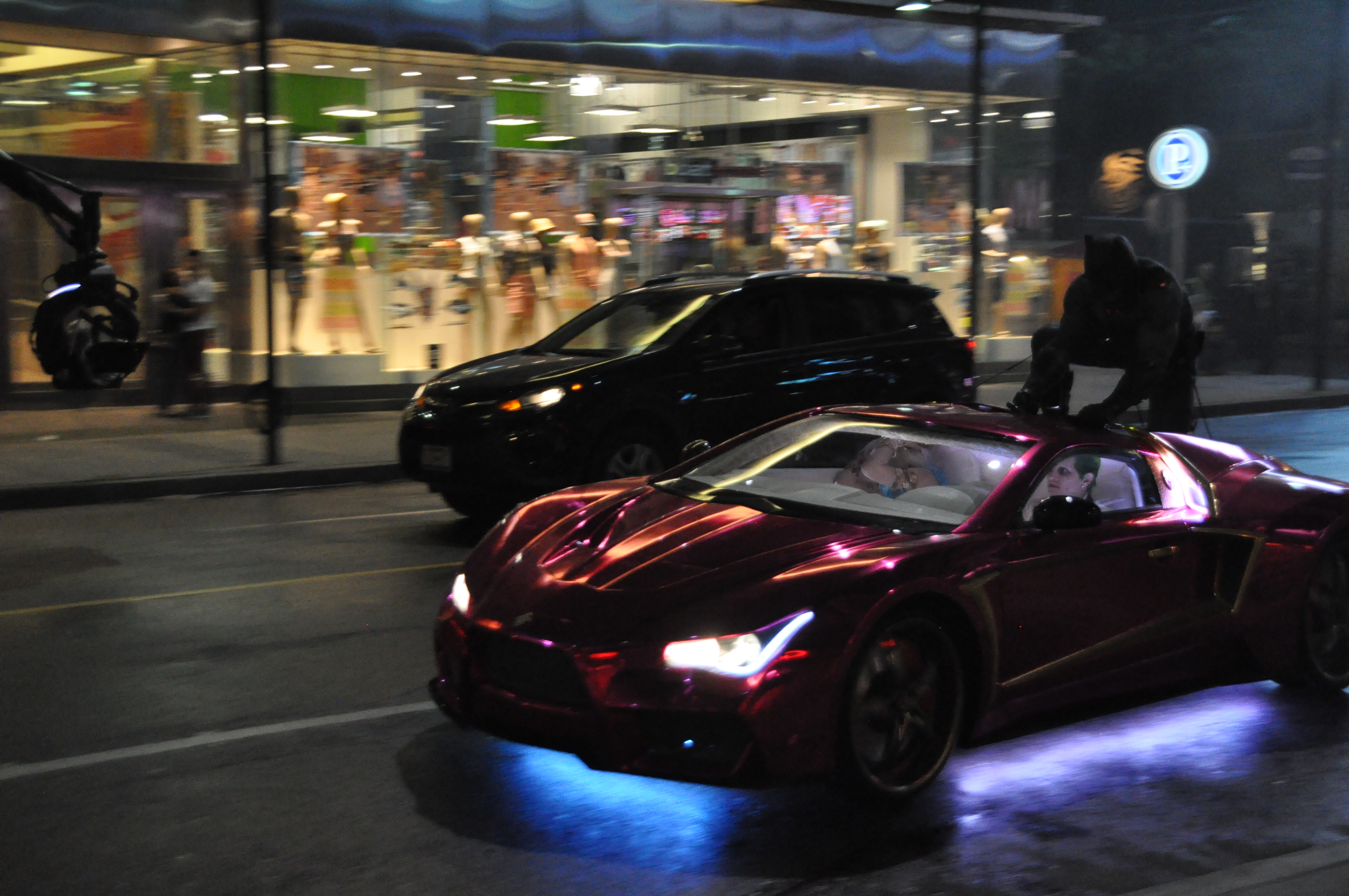
Batman encima del auto del Joker, mientras Harley le dispara dentro de él antes de ser capturada.

Harley y el Joker llevan a cabo numerosos delitos, como asesinar al protegido de Batman (Ben Affleck), Dick Grayson, a sangre fría. Poco después, Batman rastrea a la pareja en el Lamborghini del Joker, lo que hace que se estrellen y captura a Harley mientras Joker escapa. Ahora encarcelada en una jaula electrificada en la penitenciaría de Belle Reve, Harley apenas recibe comodidades o ropa, ya que regularmente pone en peligro a los guardias de la prisión. Waller recluta a Harley y varios otros metahumanos y criminales encarcelados, incluidos Floyd Lawton/Deadshot (Will Smith), George "Digger" Harkness/Capitán Boomerang (Jai Courtney), Waylon Jones/Killer Croc (Adewale Akinnuoye-Agbaje), Chato Santana/El Diablo (Jay Hernandez) y Christopher Weiss/Slipknot (Adam Beach), en un grupo de trabajo para situaciones extremadamente peligrosas después de que el gobierno de los Estados Unidos le da permiso a regañadientes. El escuadrón se utiliza rápidamente después de que uno de los reclutas previstos de Waller, June Moone/Encantadora (Cara Delevingne), se vuelve rebelde y se pone bajo el mando de Rick Flag (Joel Kinnaman) y su guardaespaldas, Katana (Karen Fukuhara). Los miembros del escuadrón no se llevan bien al principio y son reacios a seguir las órdenes hasta que Slipknot es ejecutado por una bomba colocada en su cuello para intentar escapar.
El Joker descubre la situación de Harley y chantajea a un guardia de la prisión para que revele su ubicación, además de forzar a A.R.G.U.S. científico para desactivar su bomba. Mientras tanto, Harley se une a Deadshot y molesta a Flag con sus payasadas mientras lucha contra los secuaces de Encantadora en Midway City. Al rescatar a un rehén, que luego se reveló como la propia Waller, el escuadrón está enojado, aunque Waller amenaza con detonar sus bombas. El Joker luego llega en un helicóptero para rescatar a Harley y, a pesar de tener éxito inicialmente, uno de los guardias de Waller derriba el helicóptero. Harley salta del avión antes de que se estrelle, lo que provoca la aparente muerte del Joker. Después de que Waller es capturado por los secuaces de Encantadora y Deadshot descubre la verdadera razón de la misión, el escuadrón se da cuenta de que deben enfrentarse a Encantadora y su hermano Incubus solos y dirigirse a un bar para ahogar sus penas. Flag revela que June Moon era su novia antes de ser poseída por Encantadora y libera a los convictos, pero deciden ayudarlo después de unirse con las bebidas.
El escuadrón localiza a Encantadora e Incubus en una estación de metro parcialmente inundada. Killer Croc y varios Navy SEALs colocan una bomba debajo de Incubus mientras El Diablo se sacrifica para detonarla, destruyendo a Incubus. Encantadora derrota a los miembros restantes del escuadrón y los incita a unirse a ella a cambio de concederles sus deseos más profundos. Harley finge interés para acercarse lo suficiente como para cortar el corazón de Encantadora con la espada de Katana, luego ayuda a Deadshot y Flag a derrotar a Encantadora y liberar a June. Por sus acciones, Harley es recompensada por Waller con 10 años de descuento en sus cadenas perpetuas y una máquina de café, además de recompensas similares para la mayoría de los otros miembros del escuadrón. Poco después, el Joker, que sobrevivió al accidente, irrumpe en Belle Reve con sus secuaces y libera a Harley.

### Birds of Prey and the Fantabulous Emancipation of One Harley Quinn
Cuatro años después de los eventos de Suicide Squad, el Joker rompe con Harley y la deja en las calles de Gotham City. Después de encontrar refugio con Doc (Dana Lee), el dueño de un restaurante, se las arregla cortándose el pelo, eligiendo un roller derby y adoptando una hiena manchada a la que llama Bruce Wayne. Después de emborracharse en un bar y encontrarse con Roman Sionis / Máscara Negra (Ewan McGregor) y Dinah Lance (Jurnee Smollett), la última de las cuales la rescata del secuestro, Harley va a Ace Chemicals para volar las instalaciones como una forma de anunciar públicamente su separación del Joker. La detective de GCPD, Renee Montoya (Rosie Perez) llega a la escena mientras investiga los asesinatos de la mafia, encuentra el collar de Harley y observa su vulnerabilidad sin la protección del Joker. Muy pronto, Harley se encuentra constantemente bajo el ataque de personas a las que había hecho daño en el pasado.
Cuando la carterista Cassandra Cain (Ella Jay Basco) roba un diamante incrustado con los números de cuenta para la fortuna de la masacrada familia criminal Bertinelli, Sionis secuestra a Harley y la obliga a localizar a Cassandra a cambio de su vida. Harley localiza a Cassandra bajo la custodia de GCPD y la libera usando una variedad de fuegos artificiales, y los dos se unen más tarde mientras se esconden en el restaurante de Doc. Sin embargo, el apartamento es bombardeado por un criminal resentido con Harley. Doc, que había sido contactado por la asesina Helena Bertinelli / Cazadora (Mary Elizabeth Winstead) para obtener información sobre Cassandra, le dice a Harley que la había vendido por una gran suma de dinero, lo que la obligó a huir con Cassandra. Harley renegocia su trato con Sionis, ofreciéndose a entregar a Cassandra y el diamante (que esta última se había tragado) a cambio de su protección y acordando encontrarse en un parque de atracciones abandonado.
Después de atar a Cassandra y hacer que ingiera comida grasosa y laxantes para tratar de extraer el diamante sin dolor, Harley se enfrenta a Montoya, que está construyendo un caso contra Sionis, mientras que la mano derecha de Sionis, Victor Zsasz (Chris Messina), llega con Dinah, quien había informado a Montoya, a cuestas. Antes de que Zsasz pueda infligir daño a Dinah y tomar a Cassandra, Helena llega y mata a Zsasz, quien fue el último de los asesinos de su familia. Harley, Montoya, Helena y Dinah tienen un enfrentamiento antes de que lleguen más hombres de Sionis. Al darse cuenta de que todas tienen razones para ser asesinadas por Sionis, el grupo decide unirse y defenderse de los hombres de Sionis usando las armas que Harley había traído. Sionis captura a Cassandra en el combate cuerpo a cuerpo resultante y Harley la persigue en patines con la ayuda de Helena. Mientras Harley se enfrenta a Sionis en un muelle cercano, este se prepara para matar a Cassandra, quien coloca una granada viva en su chaqueta mientras está distraído. Harley empuja a Sionis fuera del muelle justo antes de que la granada explote, matándolo.
A raíz de la destrucción del imperio criminal de Sionis, Montoya abandona el GCPD. Usando el dinero dentro de las cuentas escondidas dentro del diamante, Helena se une a Dinah y Montoya para establecer un equipo de vigilantes llamado Birds of Prey. Harley y Cassandra escapan, venden el diamante a una casa de empeño y comienzan su propio negocio.

### Zack Snyder's Justice League
En Zack Snyder's Justice League, Batman menciona a Harley Quinn muerta en una secuencia de sueños ambientada en un mundo postapocalíptico gobernado por Darkseid. Mientras se enfrenta al Joker, Batman le dice que Quinn murió en sus brazos. Antes de su muerte, le pidió a Batman que "matara lentamente" al Joker, una promesa que él tiene la intención de cumplir.

### The Suicide Squad
Robbie repitió su papel de Harley Quinn en The Suicide Squad pero totalmente diferente y cambiada, una secuela independiente de la película de 2016. Robbie fue uno de los cuatro actores de la película original que repitieron sus papeles.
Algún tiempo después de ser reencarcelada en Belle Reeve por estrellar su automóvil contra un banco, Harley es enviada con otros reclusos de la penitenciaría de Belle Reve a la nación insular sudamericana de Corto Maltese después de que el gobierno es derrocado por un régimen antiamericano. Bajo las órdenes de Amanda Waller, el escuadrón tiene la tarea de destruir Jötunheim, un laboratorio de la era nazi que alberga un experimento secreto conocido como "Proyecto Starfish". El equipo, liderado una vez más por el coronel Rick Flag y formado por Harley, el Capitán Boomerang, Brian Durlin / Savant (Michael Rooker), Richard "Dick" Hertz / Blackguard (Pete Davidson), Gunter Braun / Javelin (Flula Borg), Cory Pitzner / TDK (Nathan Fillion), Weasel (Sean Gunn) y Mongal (Mayling Ng), son aniquilados casi por completo por el ejército de Corto Maltés al aterrizar, y Harley es hecha prisionera por el gobierno de Corto Maltés, que está conspirando para usar el Proyecto Starfish contra otras naciones. Es cortejada por el dictador de Corto Maltés, Silvio Luna (Juan Diego Botto), quien admira su "resistencia al régimen estadounidense". Harley pasa un día romántico con Luna y acepta casarse con él, pero después de que él revela su intención de usar el Proyecto Starfish para castigar a los disidentes políticos, Harley, todavía atormentada por sus errores pasados en las citas recordando al joker y considerando su voluntad de matar niños como una "bandera roja", lo mata confesando su dolor por la separación del joker. Luego la vuelven a poner bajo custodia y la torturan.
Un segundo equipo ingresa al país sin ser detectado y encuentra a Flag, mientras que Harley escapa del gobierno de Corto Maltés y se reúne con Flag y el equipo, que incluye a Robert DuBois / Bloodsport (Idris Elba), Christopher Smith / Peacemaker (John Cena), Cleo Cazo / Ratcatcher 2 (Daniela Melchior), Nanaue / King Shark (Sylvester Stallone) y Abner Krill / Polka-Dot Man (David Dastmalchian). El nuevo escuadrón captura al Dr. Gaius Grieves / Thinker (Peter Capaldi) y lo chantajea para que los lleve a Jötunheim, donde se encuentran con la criatura alienígena, Starro el Conquistador. El equipo demuele la torre con explosivos, aunque de forma prematura, y Starro estalla, mata a Thinker y comienza a causar estragos y controlar a la población de la isla. Después de que el equipo desafía las órdenes de Waller de abandonar la isla y decide luchar contra el colosal alienígena, Harley abre un agujero en el ojo de Starro con una jabalina que le ha legado Javelin, lo que le permite a Ratcatcher 2 convocar a las ratas de la isla para masticar a Starro desde el interior. La isla se salva, y Harley y sus compañeros de equipo supervivientes, Bloodsport, Ratcatcher 2 y King Shark, son trasladados en helicóptero a un lugar seguro después de que Bloodsport chantajea a Waller para que los libere.

## Recepción
Después del lanzamiento de Suicide Squad en 2016, la actuación de Robbie como Harley Quinn fue bien recibida, y muchos críticos consideraron su actuación como lo más destacado de la película y estaban ansiosos por ver más del personaje en películas futuras. La actuación de Robbie en Birds of Prey también recibió elogios. Rotten Tomatoes resumió su reseña de la película: "Con una nueva perspectiva, algunos nuevos amigos y mucha acción trepidante, Birds of Prey captura el colorido espíritu anárquico de la Harley Quinn de Margot Robbie". Además, Richard Roeper del Chicago Sun-Times escribió en su crítica positiva de la película que "Robbie se convierte en una actuación mucho más rica, divertida y estratificada como Harley esta vez, gracias en gran parte al guión de Christina Hodson".

### Reconocimientos
| Año  | Premiación                                     | Categoría                                          | Proyecto      | Resultado   | Ref.          |
| ---- | ---------------------------------------------- | -------------------------------------------------- | ------------- | ----------- | ------------- |
| 2016 | Critics' Choice Awards                         | Mejor Actriz en una película de Acción             | Suicide Squad | Ganadora    | [ 28 ]        |
| 2016 | Teen Choice Awards                             | Actriz de película elegida: Anticipada             | Suicide Squad | Nominada    | [ 29 ]        |
| 2016 | Alliance of Women Film Journalists             | Sala de la vergüenza (con David Ayer)              | Suicide Squad | Nominada    | [ 30 ] [ 31 ] |
| 2016 | Alliance of Women Film Journalists             | Actriz que más necesita un nuevo agente            | Suicide Squad | Nominada    | [ 30 ] [ 31 ] |
| 2017 | People's Choice Awards                         | Actriz de Película Favorita                        | Suicide Squad | Nominada    | [ 32 ]        |
| 2017 | People's Choice Awards                         | Actriz de Película de Acción Favorita              | Suicide Squad | Ganadora    | [ 32 ]        |
| 2017 | Premios Saturn                                 | Mejor actriz de reparto                            | Suicide Squad | Nominada    | [ 33 ]        |
| 2020 | Hollywood Critics Association Midseason Awards | Mejor actriz                                       | Birds of Prey | Subcampeona | [ 34 ] [ 35 ] |
| 2020 | People's Choice Awards                         | La estrella de cine femenina de 2020               | Birds of Prey | Nominada    | [ 36 ]        |
| 2020 | People's Choice Awards                         | La estrella de cine de acción de 2020              | Birds of Prey | Nominada    | [ 36 ]        |
| 2020 | IGN Awards                                     | Mejor reparto de películas de 2020 (con el elenco) | Birds of Prey | Nominada    | [ 37 ]        |
| 2021 | Critics' Choice Super Awards                   | Mejor actriz en una película de superhéroes        | Birds of Prey | Ganadora    | [ 38 ]        |
| 2021 | Satellite Awards                               | Mejor Actriz                                       | Birds of Prey | Nominada    | [ 39 ]        |
| 2021 | MTV Movie & TV Awards                          | Mejor pelea (con el elenco)                        | Birds of Prey | Nominados   | [ 40 ]        |
| 2021 | Premios Saturn                                 | Mejor Actriz                                       | Birds of Prey | Pendiente   | [ 41 ]        |

### Reacción de los creadores

#### Suicide Squad
Después de ver el diseño de Harley Quinn de Suicide Squad por primera vez antes del estreno de la película, Bruce Timm dijo que "¡se ve realmente muy linda!", mientras que Paul Dini comentó "Es un aspecto más rudo y callejero. Creo que funciona bien". Más tarde, después de su lanzamiento, Dini habló sobre la interpretación de Robbie del personaje en la película, diciendo "Pensé que Margot hizo un trabajo realmente estupendo y me encantaron todos los guiños a su origen, como los elementos de 'Loco amor' al que se aludió en la sesión de terapia con ella y el Joker, algo de su relación y, por supuesto, el breve destello de ella con el disfraz de Bruce Timm interpretado por Alex Ross en la secuencia de baile que hicieron. buen sentido del humor para capturar al personaje y hay momentos en los que ves que su mente siempre está trabajando. Realmente capturó la energía cinética del personaje. En todo caso, me demostró que el personaje tiene suficiente para apoyar su propia película".

#### Birds of Prey
En Birds of Prey, Dini dijo: "Oh, me encantó. Pensé que era genial. Pensé que era una maravilla. Esta película no se habría hecho en absoluto sin la pasión y la participación de Margot Robbie, y ella estaba haciendo campaña por una Harley, creo que antes de que empezaran a filmar Suicide Squad. Ella reconoció el valor del personaje y sabía que el público la iba a disfrutar en Suicide Squad. Ella y Christina Hodson trabajaron juntas en ella, y contrataron a Cathy Yan como la directora. Este fue un proyecto apasionante para todos ellos, y creo que realmente entendieron la esencia del personaje, y la hicieron muy divertida y atractiva de muchas maneras. No es totalmente la versión animada, y es no totalmente la versión de Jimmy [Palmiotti] y Amanda [Conner], pero toma prestado de todos ellos y crea su propia realidad y su propia diversión. Hay tantos momentos en esa película que creo que son maravillosos. ¡Sí y compartiendo cintas para el pelo! [Risas.] Tengo un deseo de Birds of Prey: espero que todos tengan a alguien en su vida que sea visto de la forma en que Harley mira su sándwich de desayuno. Ella lo mira con abyecta adoración. En la fiesta [de estreno] Robbie preguntó: "¿Hubo algo malo en la película?" Dije: "Era el sándwich del desayuno. Estaba tan bueno que quería irme y comerme uno. Y lamenté su muerte". Otra cosa que le dije ... Cuando la vi correr, riendo histéricamente, empujando un carrito de compras lleno de Píos, dije: "Esa es mi chica". Todas esas pequeñas cosas traviesas que hizo en la película, sentarse a comer cereal, ver dibujos animados de Tweety Bird y simplemente saltar por la vida alegremente ajena a la devastación que ha causado, esa es Harley".